# 鉄道敷設法別表第133号
鉄道敷設法別表第133号（てつどうふせつほうべっぴょうだい133ごう）は、1922年（大正11年）4月11日に公布・施行された「鉄道敷設法」（大正11年法律第37号）別表に定められていた条文の一つ。

## 原文
- 胆振国苫小牧ヨリ鵡川、日高国浦川、十勝国広尾ヲ経テ帯広ニ至ル鉄道

## 現在の地名・地区名での表記
- 北海道苫小牧市苫小牧地区より北海道勇払郡むかわ町鵡川地区（以上胆振支庁管内）、北海道浦河郡浦河町浦河地区（日高支庁管内）、北海道広尾郡広尾町広尾地区を経て北海道帯広市帯広地区（以上十勝支庁管内）に至る鉄道

## 開業区間
- 北海道旅客鉄道日高本線
  - 苫小牧 - 様似間146.5km
- 日本国有鉄道広尾線
  - 広尾 - 帯広間84.0km

## 廃止区間
- 日本国有鉄道広尾線
  - 広尾 - 帯広間84.0km（1987年2月2日廃止）

## 廃止代替バス路線
- 十勝バス広尾線
  - 帯広駅バスターミナル - 広尾間

## 未開業区間
- 様似 - 広尾間

## 鉄道先行バス路線
- 国鉄バス日勝本線
  - 様似駅 - 広尾間 -北海道旅客鉄道、ジェイ・アール北海道バスへの移管を経て2009年現在も運行中。